# Moitalel Mpoke
Moitalel Mpoke Naadokila (* 8. Februar 2001) ist ein kenianischer Leichtathlet, der sich auf den 400-Meter-Hürdenlauf spezialisiert hat.

## Sportliche Laufbahn
Moitalel Mpoke qualifizierte sich 2017 für die U18-Weltmeisterschaften in seiner Heimat. Dabei zog er in das Finale ein und gewann mit einer Zeit von 52,06 s die Silbermedaille. Ein Jahrverpasste er es sich für die Teilnahme an den Commonwealth Games in Australien gegen die nationale Konkurrenz zu behaupten. Stattdessen gelang es ihm sich für die U20-Weltmeisterschaften in Tampere zu qualifizieren. Im Vorlauf stellte er mit 50,87 s eine neue Bestleistung auf und zog in das Halbfinale ein. Darin schied er als Fünfter seines Laufes anschließend aus. Anschließend nahm er ein Studium an der Texas A&M University in den USA auf. Im Januar 2020 stellte er in der Halle mit einer Zeit von 46,32 einen neuen Junioren-Afrikarekord im 400-Meter-Lauf auf. Nachdem er 2020 keinen Wettkampf im 400-Meter-Hürdenlauf bestritten hatte, begann er die Saison 2021 im März direkt mit einer Verbesserung auf 50,43 s. Im Laufe der Monate steigerte er sich kontinuierlich und lief Mitte Mai eine Zeit von 48,89 s. Mpoke war damit für die Olympischen Sommerspiele in Tokio qualifiziert. Zu einem Start kam es schließlich allerdings nicht. 2022 nahm er in seiner Heimat, den USA, an seinen ersten Weltmeisterschaften teil. Er erreichte das Halbfinale, schied darin allerdings als Sechster seines Laufes aus.

## Wichtige Wettbewerbe
| Jahr              | Veranstaltung           | Ort               | Platz             | Disziplin         | Zeit              |
| Startet für Kenia | Startet für Kenia       | Startet für Kenia | Startet für Kenia | Startet für Kenia | Startet für Kenia |
| ----------------- | ----------------------- | ----------------- | ----------------- | ----------------- | ----------------- |
| 2017              | U18-Weltmeisterschaften | Nairobi           | 2.                | 400 m Hürden      | 52,06 s           |
| 2018              | U20-Weltmeisterschaften | Tampere           | 17.               | 400 m Hürden      | 51,94 s           |
| 2022              | Weltmeisterschaften     | Eugene            | 12.               | 400 m Hürden      | 49,34 s           |

## Persönliche Bestleistungen
Freiluft
- 400 m: 45,84 s, 19. März 2022, Tempe
- 400 m Hürden: 48,70 s, 11. Juni 2021, Eugene

Halle
- 400 m: 46,32 s, 24. Januar 2020, Lubbock